# Fistful of Mercy

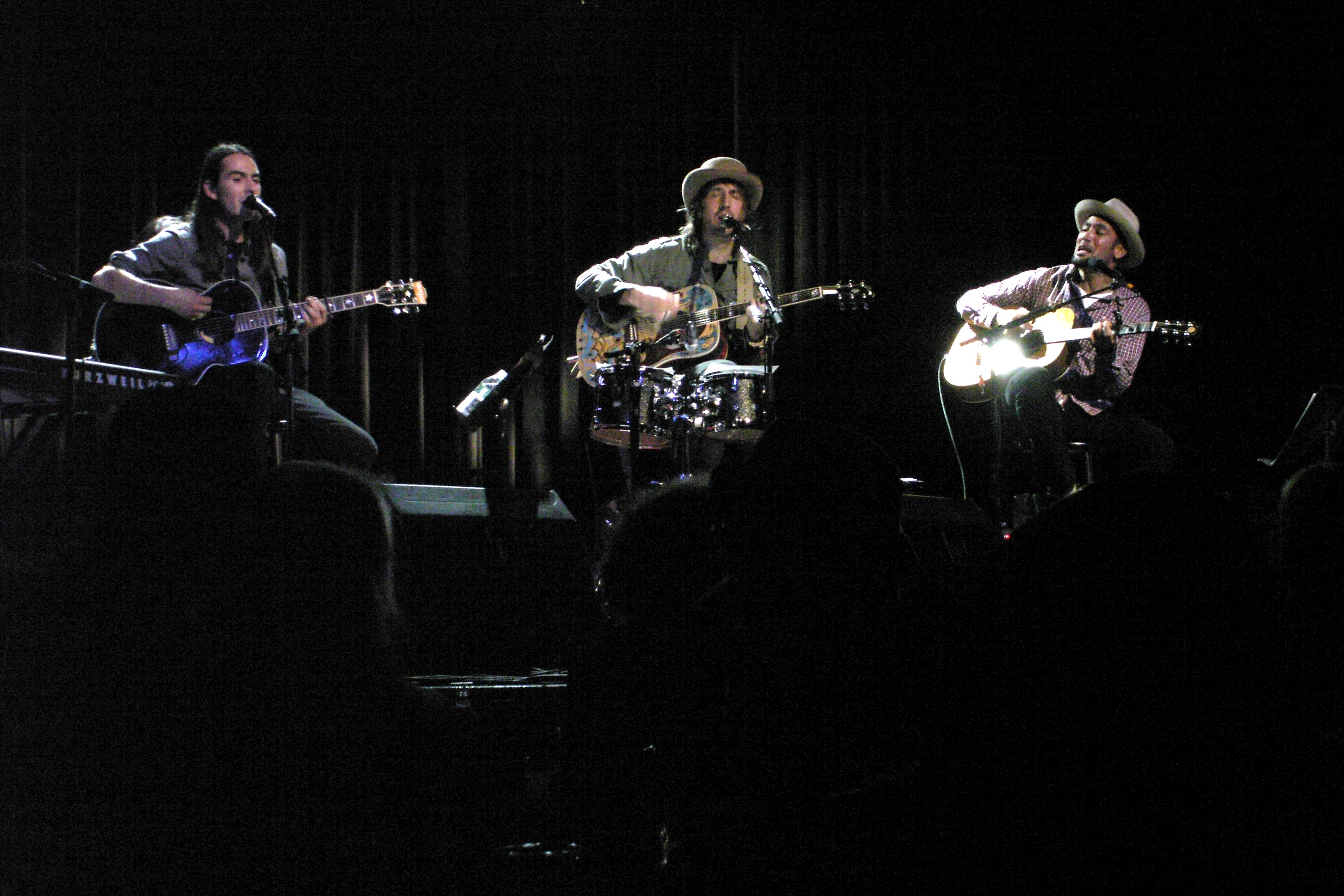
Fistful of Mercy en 2010.

Fistful of Mercy est un supergroupe américain basé à Los Angeles et composé de Dhani Harrison, Ben Harper et Joseph Arthur.

## Histoire
Lors de sa fondation en février 2010, Arthur rejoint Harper qui sollicite Harrison, rencontré dans un skate-park de Santa Monica, en Californie. Arrivés au Carriage House Studio de Los Angeles à Silverlake, ils enregistrèrent 9 morceaux. Harrison compara cette formation à celle de son père de Traveling Wilburys.
Harrison appela ensuite son ami batteur Jim Keltner et le violoniste Jessy Greene. Leur première performance fut au KCRW's Morning Becomes Eclectic, le 26 août 2010. Fistful of Mercy sortit son album As I Call You Down le 5 octobre 2010 via HOT Records.
Le groupe fut mentionné sur NBC dans la série Parenthood de la saison 2 I'm a Lot Cooler Than You Think et In Vain or True. Le 10 novembre, ils jouèrent Father's Son avec Tom Morello dans l'émission Conan.

## Discographie

### Single
- "Fistful of Mercy" (2010)

### Album
- As I Call You Down (2010)[4]